# Suibhne moccu Fir Thrí
Suibhne moccu Fir Thrí (mort le 11 janvier 657) ecclésiastique irlandais qui fut abbé de Iona de 652 à 657 .

## Biographie
Suibhne est le 6e successeur de  Colomba les Annales d'Ulster le nomment Mac Cuitri c'est-à-dire de la tribu d'Urthri  (Fir Thrí). Son origine est inconnue mais il est le seul parmi les premiers abbé d'Iona à ne pas être rattaché à la lignée royale de Colomba les  Uí Néill.  
Pendant son épiscopat l'abbaye d'Iona est le principal centre de pouvoir ecclésiastique des Îles Britanniques mais il est contemporains du règne du puissant roi de Northumbrie Oswiu qui après sa victoire sur la Mercie en 655 a étendu sa suzeraineté sur les Pictes et les Scots et dont le neveu et vassal Talorgan mac Enfret roi des Pictes vient de tuer Dúnchad mac Conaing le roi de Dal Riada lors de la bataille de Srath Ethairt en 654
Bien qu'Oswiu élevé pendant son exil par les moines de l'abbaye Iona soit particulièrement favorable au christianisme irlandais, pendant le gouvernement de l'abbé Suibhne se développe en Northumbrie dans l'entourage du roi une opposition partisane de l'observance des rites et de la liturgie romaine. 
L'abbé Suibhne meurt en 657 le 11 janvier, date à laquelle sa fête est observée.

## Article lié
- Abbaye d'Iona

## Liens
- Notices dans des dictionnaires ou encyclopédies généralistes :   - Dictionary of Irish Biography
  - Oxford Dictionary of National Biography